# Weiherkopf (Alpes d'Allgäu)
Le Weiherkopf est une montagne d'une altitude de 1 665 m dans le massif des Alpes d'Allgäu, en Allemagne.

## Géographie

### Topographie
Le Weiherkopf fait partie du chaînon Horn. Les sommets voisins sont le Bolsterlanger Horn au sud-ouest et le Rangiswanger Horn au nord. Il est à moitié couvert de pâturages libres, à moitié de forêt. Il est connu pour son panorama s'étendant de Grünten au Grosser Widderstein.
Le sommet se situe dans le parc naturel Nagelfluhkette. Immenstadt est au nord et Fischen im Allgäu à l'est, au sud-est se trouve Oberstdorf et à l'ouest se trouve Balderschwang.

## Ascension
La télécabine Hörnerbahn permet d'accéder au Weiherkopf depuis Bolsterlang. Le premier tronçon mène à la station intermédiaire à 1 350 m d'altitude, point de départ de différents sentiers de randonnée autour du Weiherkopf. Le deuxième tronçon mène de la station intermédiaire au Horngrat, culminant à 1 540 m, entre le Bolsterlanger Horn et le Weiherkopf.